# Ruby Araceli Burguete Cal y Mayor
Ruby Araceli Burguete Cal y Mayor, es una socióloga e investigadora mexicana. Principalmente bajo el auspicio del Centro de Investigaciones y Estudios Superiores en Antropología Social), en San Cristóbal de Las Casas. Sus principales líneas de investigación son gobierno indígena, autonomía indígena y creación de nuevos municipios en Chiapas y México. Burguete ha educado en temas de participación política de mujeres indígenas en Chiapas. En 2020 le fue otorgado el Diploma de Honor, otorgado por el Fondo para el Desarrollo de los Pueblos Indígenas de América Latina y El Caribe (FILAC), el Programa Emblemático de Mujeres Indígenas de América Latina (MILAC) y la Universidad Indígena Intercultural (III).

## Trayectoria académica y profesional
Estudió licenciatura en Sociología, maestría en Ciencias del Desarrollo Rural Regional y doctorado en Ciencias Políticas y Sociales, con especialidad en Sociología, por la Universidad Nacional Autónoma de México (UNAM). Se ha desempeñado como docente en el Centro de Estudios del Desarrollo de la Facultad de Ciencias Políticas y Sociales de la UNAM, (1979-1980); el Centro de Estudios Económicos y Sociales del Tercer Mundo (CEESTEM) (1980-1983) y desde el 2000 se encuentra en el Centro de Investigaciones y Estudios Superiores en Antropología Social (CIESAS). Ha cursado diplomados en Derechos Humanos en la Universidad Iberoamericana principalmente en temas sobre feminismo. Ha sido coordinadora regional en los años 2010, 2011, 2012 y 2013 de diplomados de formación de mujeres indígenas líderes en México, Guatemala, Bolivia y Ecuador. En dichos diplomados se han titulado a un centenar de estudiantes. Las mujeres egresadas del diplomado forman parte de la diplomacia indígena en los organismos internacionales. Ha impartido conferencias en países como Guatemala, Bolivia, Perú, Colombia, Ecuador, Nicaragua, Panamá, El Salvador, Costa Rica, Argentina, y Canadá.

## Reconocimientos
Durante su trayectoria académica y profesional ha recibido diferentes reconocimientos. Su labor por empoderar y defender los derechos de las mujeres indígenas también ha sido reconocida con algunos premios y distinciones, como se mencionan a continucación:
En 1998, obtuvo el “Premio Fray Bernardino de Sahagún” que otorga el Instituto Nacional de Antropología e Historia (INAH) a la mejor investigación en antropología Social y Etnología”.
En 2013, recibió un “Homenaje a trayectoria académica por sus aportes a la antropología jurídica” otorgado por las Jornadas Lascasianas Internacionales y la Universidad Autónoma de la Ciudad de México (UACM).
En 2016 fue galardonada en la “4ª entrega de reconocimiento a personas activistas, emprendedoras y defensoras de los Derechos Humanos de las Mujeres y las Juventudes” por la Asociación Keremetic Ach’ixetic A.C. 
En 2017, su tesis doctoral recibió el Premio de la Asociación Mexicana de Estudios Rurales (AMER).
También en 2017, recibió el “Premio Jan de Vos” en la categoría de “tesis de Doctorado” con el trabajo titulado: “Remunicipalización y luchas por la creación de nuevos municipios en México en la coyuntura zapatista (1994-2010)”. Otorgado por ECOSUR y CIESAS. 
En 2020, le fue otorgado el Diploma de Honor, por el Fondo para el Desarrollo de los Pueblos Indígenas de América Latina y El Caribe (FILAC), el Programa Emblemático de Mujeres Indígenas de América Latina (MILAC) y la Universidad Indígena Intercultural (III).

## Publicaciones
Ha publicado artículos científicos, libros y otros documentos de divulgación. Entre sus publicaciones escritas más destacadas se encuentran
- Mayan lives, Mayan utopias: The indigenous peoples of Chiapas and the Zapatista rebellion (2003)
- La autonomía a debate (2010).
- Autonomía: la emergencia de un nuevo paradigma en las luchas por la descolonización en América Latina (2010).
- Gobernar (en) la diversidad: experiencias indígenas desde América Latina. Hacia la investigación de co-labor (2008).
- The de facto autonomous process: new jurisdictions and parallel governments in rebellion (2003).
- México: experiencias de autonomía indígena (1999).
- Cuadernillo de divulgación sobre paridad y violencia política de género con perspectiva intercultural (2019)[3]